# Acourtia pilulosa
Acourtia pilulosa là một loài thực vật có hoa trong họ Cúc. Loài này được (Bacig.) B.L.Turner mô tả khoa học đầu tiên năm 1993.